# 札拉坦
札拉坦（Zaratan）是阿拉伯傳說中的巨大海龜或蟹。又譯薩拉坦或嶼龜。

## 概要
波赫士在『想像的動物』中引用賈希茲的『動物之書』，將其描述為巨大的海龜，牠的殼很容易被誤認為是小島。『動物之書』記載船員登陸某島嶼，島嶼遍布森林、山谷和裂縫，他們在島上生火，當怪物感到背上著火時，牠便帶著船員和上面生長的所有植物滑翔而去。

## 脚注
1. ↑  . A Book of Creatures. 2015-06-22  [2018-05-30].
2. ↑  Asín Palacios, Miguel. . London. 2008: 407. ISBN 978-0415439190.

## 關連項目
- 蛇龜